# Emily Bindiger
Emily Bindiger (Brooklyn, Nueva York; 10 de mayo de 1955) es una actriz y cantante estadounidense perteneciente principalmente al grupo llamado The Accidentals. En 2020 trabajó como vocalista colaborando con compositores del mundo.
Ha grabado numerosas bandas sonoras como The Stepford Wives, One Life to Live, Everyone Says I Love You, Balas sobre Broadway, The Hudsucker Proxy, Donnie Brasco, The Tune y Michael Collins. Además de series y programas como Live with Regis and Kelly, Late Night with Conan O'Brien y The Drew Carey Show.
Sus colaboraciones con otros cantantes como ella han sido Leonard Cohen, Buster Poindexter, Oscar Brand, Neil Sedaka, Ben Vereen, Black 47, Deb Lyons, Laurie Beechman, Christine Lavin, Yuri Kasahara y Patti Austin. También actuó con un papel en The Great Space Coaster interpretando a un personaje llamado Fran y cantando.
Su voz traspasó fronteras llegando al país del sol naciente donde colaboró junto a Yōko Kanno haciendo dos canciones para Cowboy Bebop: "Adieu" y "Flying Teapot".
Más tarde Yuki Kajiura quedó impresionada con su voz y le ofreció diez canciones para .hack//Sign en 2002. De ahí interpretó alrededor de seis canciones para Fiction, el disco de Yuki Kajiura en 2003.
En 2005 grabaron el tema de clausura de Xenosaga: The Animation que no tiene título oficial porque jamás fue editada. Y hasta 2007 no vuelve a participar para cantar dos canciones nuevas en la serie El Cazador de la Bruja con "Forest" y "I Reach for the Sun".
En 2009 participó en la banda sonora del anime Pandora Hearts, cantando el tema de Lacie, "Every Time You Kissed Me".